# Club Social y Deportivo Patagones
Club Social y Deportivo Patagones es un club de fútbol oriundo de la ciudad de Carmen de Patagones, provincia de Buenos Aires, Argentina. Fue fundado el 27 de diciembre de 1989 y juega sus partidos de local en el estadio Tricolor, cuya capacidad va desde los 5000 hasta 7000 espectadores. El estadio se localiza en la avenida Carmelo Botazzi y Patagonia. El club es una entidad de bien público municipal sin ánimo de lucro.
Inicialmente, el club nació de la fusión de dos entidades deportivas: Club Atlético Emilio Mitre y Atlético y Social El Ciclón a finales de la década de 1980. Los colores que identifican a la institución deportiva son el rojo, verde y blanco, acompañado de franjas verticales. Es conocido en el ámbito deportivo como El Tricolor o el Tricolor Matagato y cuenta también con una sección femenina de baloncesto que compite en torneos organizados por la Confederación Argentina de Básquetbol (CABB).
En cuanto a competición local se encuentra afiliado a la Liga Rionegrina de Fútbol donde se ha proclamado campeón en 12 oportunidades, siendo uno de los equipos más laureados del torneo; también a la Asociación de Básquet del Valle Inferior. En competición nacional, Club Social y Deportivo Patagones ha disputado varios torneos, entre ellos, la Copa Argentina, el Torneo Argentino A, Torneo Argentino B, Torneo Argentino C, Torneo del Interior (1986-1995) y el Torneo Federal C.

## Historia
Club Social y Deportivo Patagones fue fundado el 27 de diciembre de 1989. Inicialmente fue creado con la fusión de Club Atlético Emilio Mitre y Atlético y Social El Ciclón, dos entidades deportivas de la ciudad de Carmen de Patagones, Argentina. Se encuentra afiliado a la Liga Rionegrina de Fútbol donde compite a nivel local. En ella, se ha proclamado campeón en 12 oportunidades, siendo de esta manera una de los equipos más laureados de la competición.
La institución deportiva cuenta con la disciplina básquet como una de sus principales actividades deportivas. Esta actividad incluye distintas categorías en el femenino y masculino, las cuales compiten en los torneos que organiza la Asociación de Básquet del Valle Inferior. El gimnasio de básquet Orlando Catellani se encuentra ubicado en Conrado Villegas 321 de Carmen de Patagones. El fútbol es otra de las actividades que ofrece el Club. La disciplina está compuesta por la Primera División, la reserva y todas las categorías formativas que compiten en la Liga Rionegrina de Fútbol.
Debutó en competición nacional el 24 de octubre de 1993 en el Torneo del Interior (1986-1995), en la temporada 1993-94 frente al Club Atlético Santa Rosa. Deportivo Patagones terminó primero de su grupo con 10 puntos, 19 goles a favor y 2 en contra; en la siguiente fase enfrentó a Club Atlético Independiente (Neuquén) por eliminación directa, al que superó por un global de 2-1. En la siguiente etapa clasificó como mejor segundo con 11 puntos, 11 goles a favor y 5 en contra, solo superado por Club Cipolletti de la provincia de Río Negro, quien terminó con 12 unidades. En la siguiente fase mejoró su rendimiento y terminó clasificado en primera posición con 8 puntos, superando esta vez al Club Cipolletti, quien se clasificó también como mejor segundo de la tabla; en la última etapa, terminó clasificado en segunda posición, quedando eliminado con 4 puntos y a las puertas de jugar una final en competición nacional. Este sería una de los mejores torneos realizados por el club.
Disputó por primera vez el Torneo Argentino A en la temporada 1995-96, donde terminó en la quinta posición de la clasificación con 20 puntos, producto de 14 partidos jugados, 6 ganados, 2 empatados y 6 perdidos; ante esto, el club quedó relegado a otra instancia del torneo llamada Zona permanencia.
Debutó en la Copa Argentina 2012-13 el 24 de octubre de 2012 frente al Club Social y Deportivo Sol de Mayo, en el estadio de Deportivo Patagones. El partido terminó empatado y correspondió a la fase inicial clasificatoria de la zona interior. También disputó la última temporada del Torneo Federal C, concretamente en la temporada 2018 donde llegó hasta la etapa final de la Región Patagónica.

## Palmarés
- Liga Rionegrina de Fútbol (12): 1989, 1990, 1991, 1993, 1994, 1996, 1997, 1998, 2000, 2007, 2008, 2016.